# 新站镇 (周口市)
新站镇，是中华人民共和国河南省周口市淮阳区下辖的一个乡镇级行政单位。

## 行政区划
新站镇下辖以下地区：
新站行政村、马营村、黄菜园村、瓦房庄村、秋树庄村、牛庄村、靳湾村、北刘楼村、郑埠口村、大田口村、李香铺村、唐楼村、刘陈村、天齐村、牛营村、关屯村、敖里张村、曹堂村、王拱楼村、王庄村、张楼村、染房庄村、徐庄村、雷草楼村、牛寨村、田埠口村、闫庄村和小王楼村。